# Mouvement international pour le loisir scientifique et technique
Le Mouvement international pour le loisir scientifique et technique (MILSET) est une association loi de 1901 à but non lucratif dont la vision est d'inspirer les jeunes à travers des initiatives de STIAM, Il organise l'Expo-sciences internationale.